# 高景材
高景材，福建福州府闽县人，明朝政治人物、進士出身。高庆生之子。
洪武十七年，福建甲子乡试中舉。洪武十八年，登乙丑科會試中進士，擔任南康县丞。